# 普士文公园
普士文公园或邮差公园（Postman's Park）是伦敦中心的一个公共花园，距离圣保罗座堂以北不远处。周围是小不列颠街（Little Britain）、奥尔德斯门街（Aldersgate Street）、圣马丁街（St. Martin's Le Grand）、爱德华国王街，以及原邮政总局所在地，是伦敦市最大的开放空间之一。虽然芬斯伯里圆环的面积较大， 但大部分被保龄球场占据，不向公众开放；此外，由于橫貫鐵路的开发，大部分场地在2016年之前都被隔离。
普士文公园开放于1880年，原为奥尔德斯门圣博托尔夫堂的墓地，在接下来的20年内扩展；合并了毗邻的两块教堂墓地（Christ Church Greyfriars和St Leonard, Foster Lane）, 以及1880年拓宽小不列颠街时拆除的房屋土地; 最后一个地点的所有权，成为教会当局、邮政总局、英国财政部, 以及城市公园基金会之间长期争论的主题。伦敦的墓地空间不足，这意味着尸体经常被放在地上，用泥土覆盖，因此公园高于周围的街道。
1900年，公园内建立了乔治·弗雷德里克·沃茨的英勇自我牺牲纪念碑，以凉廊和长墙的形式，以纪念捨身救人的普通人。在开幕时，计划中的120块纪念瓷砖，只有4块到位。在沃茨的有生之年又增加了9块。1904年沃茨去世后，他的妻子玛丽·沃茨接管了该项目的管理工作，在接下来的四年里，监督安装了另外35块纪念瓷砖，以及一尊沃茨的小型雕像。后来，她对新瓷砖制造商感到失望，时间和金钱越来越多地投入沃茨美术馆，她对这个项目失去了兴趣，在她有生之年只添加了五块纪念瓷砖。
1972年，公园的关键元素，包括英勇自我牺牲纪念碑,被列为 II 级保护文物，2018年升为 II* 级。继2004年电影《誘心人》的关键场景都设置在公园，上映之后，普士文公园经历了兴趣的复苏；2009年6月，一位名叫简·沙卡的城市工作人员通过伦敦教区，为纪念碑增添了一块新的瓷砖，这是78年来的第一块新瓷砖。2013年11月，一款名为“普士文公园的日常英雄”的免费移动应用程序发布，该应用程序记录了纪念碑上纪念者的生死。